# 古斯塔夫·莱昂哈特
古斯塔夫·马里亚·莱昂哈特（荷蘭語：Gustav Maria Leonhardt，1928年5月30日—2012年1月16日）是荷兰大键琴和管风琴演奏家、指挥家，古乐复兴运动的领军人物。

## 生平
古斯塔夫·莱昂哈特出生于荷兰斯赫拉弗兰的一个音乐世家，15岁时开始学习大键琴和管风琴。莱昂哈特1950年在瑞士巴塞尔古乐学院以优等成绩取得演奏家文凭，随后到维也纳进修音乐学，1952年成为维也纳国立音乐学院教授。1954年，莱昂哈特受聘为阿姆斯特丹音乐学院教授，同时在当地的旧瓦隆教堂任管风琴师。莱昂哈特1969年曾在哈佛大学做访问教授，1988年起任奇吉亞納音樂學院教授。
1954年，莱昂哈特创建了“莱昂哈特巴洛克乐团”，他因对巴赫作品的精彩演绎而广为人知。莱昂哈特与尼古劳斯·哈农库特一道开创了復古風格演奏这一全新领域，1971年至1990年间两人合作录制了巴赫所有的颂赞曲作品，他们因对巴洛克音乐的杰出贡献而一同获得1980年的伊拉斯谟奖。
莱昂哈特2011年12月后不再公开演出，2012年逝于阿姆斯特丹。

## 轶事
- 在史特劳普-蕙叶1968年执导的影片《安娜·玛达莲娜·巴赫编年纪事（英语：The Chronicle of Anna Magdalena Bach）》中，莱昂哈特不仅弹奏音乐，而且饰演了剧中巴赫一角。
- 1999年和2014年，分别有一个小行星以他的名字命名（小行星9903、小行星12637）。